# سرگی فسنکو
سرگی فسنکو (به انگلیسی: Serhiy Fesenko) (زادهٔ ۵ ژوئن ۱۹۸۲) شناگر اهل اوکراین است.